# Стивенс-Виллидж (Аляска)
Стивенс-Виллидж (англ. Stevens Village, коюкон: Denyeet) — статистически обособленная местность в зоне переписи населения Юкон-Коюкук, штат Аляска, США.

## География
По данным Бюро переписи населения США площадь населённого пункта составляет 28,4 км², из них суша составляет 26,9 км², а водные поверхности — 1,5 км². Расположен на северном берегу реки Юкон, примерно в 145 км от Фэрбанкса.

## Население
По данным переписи 2000 года население статистически обособленной местности составляло 87 человек. Расовый состав: коренные американцы — 95,40 %; белые — 3,45 %; представители других рас — 1,15 %. Доля лиц в возрасте младше 18 лет — 29,9 %; лиц старше 65 лет — 6,9 %. Средний возраст населения — 35 лет. На каждые 100 женщин приходится 190 мужчин; на каждые 100 женщин в возрасте старше 18 лет — 190,5 мужчин.
Из 35 домашних хозяйств в 28,6 % — воспитывали детей в возрасте до 18 лет, 2,9 % представляли собой совместно проживающие супружеские пары, 31,4 % — женщины без мужей, 54,3 % не имели семьи. 45,7 % от общего числа хозяйств на момент переписи жили самостоятельно, при этом 11,4 % составили одинокие пожилые люди в возрасте 65 лет и старше. В среднем домашнее хозяйство ведут 2,49 человек, а средний размер семьи — 3,63 человек.
Средний доход на совместное хозяйство — $12 500; средний доход на семью — $11 563.